# Zach Auguste
Pour les articles homonymes, voir Zach et Auguste.
Zachary Elias "Zach" Auguste, né le 8 juillet 1993 à Marlborough, Massachusetts, est un joueur gréco-américain de basket-ball. Il évolue au poste d'ailier fort et pivot.

## Biographie

### Carrière universitaire
Il passe ses quatre années universitaires à l'université Notre Dame où il joue pour le Fighting Irish.

### Carrière professionnelle
Le 23 juin 2016, lors de la draft 2016 de la NBA, automatiquement éligible, il n'est pas sélectionné. Il participe à la NBA Summer League 2016 de Las Vegas avec les Lakers de Los Angeles. En quatre matches, il a des moyennes de 5,25 points, 4 rebonds et 0,5 passe décisive en 15,7 minutes par match.
Le 29 août 2016, il signe avec les Lakers de Los Angeles pour participer au camp d'entraînement et tenter de faire sa place parmi les quinze joueurs retenus.
En juillet 2020, Auguste retourne au Panathinaïkos, club athénien, avec lequel il signe un contrat pour une saison avec une autre saison en option.
En août 2021, Auguste rejoint le KK Cedevita Olimpija, club slovène de première division.

## Statistiques

### Universitaires
Les statistiques en matchs universitaires de Zach Auguste sont les suivantes :
| Saison    | Équipe     | Matchs | Titul. | Min./m | % Tir | % 3pts | % LF | Rbds/m. | Pass/m. | Int/m. | Ctr/m. | Pts/m. |
| --------- | ---------- | ------ | ------ | ------ | ----- | ------ | ---- | ------- | ------- | ------ | ------ | ------ |
| 2012-2013 | Notre Dame | 25     | 0      | 10,6   | 52,0  | 0,0    | 68,2 | 2,72    | 0,20    | 0,40   | 0,48   | 3,72   |
| 2013-2014 | Notre Dame | 30     | 13     | 16,3   | 50,9  | 0,0    | 48,3 | 4,30    | 0,27    | 0,37   | 0,37   | 6,70   |
| 2014-2015 | Notre Dame | 37     | 36     | 24,4   | 61,9  | 0,0    | 63,6 | 6,46    | 0,78    | 0,68   | 0,68   | 12,86  |
| 2015-2016 | Notre Dame | 36     | 36     | 29,6   | 56,0  | 0,0    | 62,8 | 10,72   | 1,06    | 0,64   | 1,08   | 14,00  |
| Total     |            | 128    | 85     | 21,3   | 56,7  | 0,0    | 61,3 | 6,42    | 0,62    | 0,54   | 0,68   | 9,95   |

## Vie privée
Auguste est né dans le Massachusetts de Jean Bazile Auguste et Lea Tzimoulis. Son père est un ancien joueur de football semi-professionnel à Haïti. Sa mère est d'origine grecque par son père Louis, qui a immigré aux États-Unis depuis Agia Sotira en Grèce en 1949. En plus d'être en partie grecque, sa mère a essentiellement un patrimoine américain. Auguste a déclaré qu'il parle le grec et l'haïtien en plus de sa langue maternelle qu'est l'anglais.

## Palmarès
- Third team All-ACC (2016)
- Champion de Grèce 2018, 2021
- Vainqueur de la Coupe de Grèce 2021
- Vainqueur de la Coupe de Slovénie 2022.